# Приріт кенійський
Приріт кенійський (Batis soror) — вид горобцеподібних птахів прирітникових (Platysteiridae).

## Поширення
Вид поширений в Східній Африці. Трапляється від узбережжя Кенії на південь через східну та південно-східну Танзанію, острови Занзібар і Мафія, до Мозамбіку, південно-східного Малаві та східної частини Зімбабве. Трапляється в лісистій саванні, мозаїчних та галерейних лісах, лісах міомбо та мопане.

## Опис
Дрібний птах, завдовжки 10,5–11,5 см і вагою 8–13,1 г. Голова з сірою маківкою чорною лицьовою маскою, облямованою тоненьким білим суперцилієм (бровами), жовтими очима. Спина блідо-сіра, вкраплена ледь помітними білими плямами. Ннижня частина біла з чорною смужкою по грудях у самців та блідо-рудою у самиць. Також у самиць є руда пляма на горлі. Дзьоб і ніжки чорні.